# Black Lightning (Fernsehserie)/Episodenliste
Diese Episodenliste enthält alle Episoden der US-amerikanischen Fernsehserie Black Lightning, sortiert nach der US-amerikanischen Erstausstrahlung. Die Fernsehserie umfasst vier Staffeln mit 58 Episoden.

## Übersicht
| Staffel | Episodenanzahl | Erstausstrahlung USA | Erstausstrahlung USA | Deutschsprachige Erstveröffentlichung | Deutschsprachige Erstveröffentlichung |
| Staffel | Episodenanzahl | Premiere             | Finale               | Premiere                              | Finale                                |
| ------- | -------------- | -------------------- | -------------------- | ------------------------------------- | ------------------------------------- |
| 1       | 13             | 16. Januar 2018      | 17. April 2018       | 23. Januar 2018                       | 25. April 2018                        |
| 2       | 16             | 9. Oktober 2018      | 18. März 2019        | 16. Oktober 2018                      | 25. März 2019                         |
| 3       | 16             | 7. Oktober 2019      | 9. März 2020         | 26. März 2020                         | 26. März 2020                         |
| 4       | 13             | 8. Februar 2021      | 24. Mai 2021         | 29. Juni 2021                         | 29. Juni 2021                         |

## Staffel 1
Die Erstausstrahlung der ersten Staffel war vom 16. Januar 2018 bis zum 17. April 2018 auf dem US-amerikanischen Sender The CW zu sehen. Die deutschsprachige Erstveröffentlichung fand vom 23. Januar 2018 bis zum 25. April 2018 auf Netflix per Streaming statt.
| Nr. (ges.) | Nr. (St.) | Deutscher Titel                                              | Originaltitel                                                  | Erstausstrahlung USA | Deutschsprachige Erstveröffentlichung (D/A/CH) | Regie           | Drehbuch        | Zuschauer (USA) |
| ---------- | --------- | ------------------------------------------------------------ | -------------------------------------------------------------- | -------------------- | ---------------------------------------------- | --------------- | --------------- | --------------- |
| 1          | 1         | Die Wiederauferstehung                                       | The Resurrection                                               | 16. Jan. 2018        | 23. Jan. 2018                                  | Salim Akil      | Salim Akil      | 2,305 Mio.      |
| 2          | 2         | LaWanda: Das Buch der Hoffnung                               | LaWanda: The Book of Hope                                      | 23. Jan. 2018        | 30. Jan. 2018                                  | Oz Scott        | Salim Akil      | 1,941 Mio.      |
| 3          | 3         | LaWanda: Das Buch des Todes                                  | LaWanda: The Book of Burial                                    | 30. Jan. 2018        | 6. Feb. 2018                                   | Mark Tonderai   | Jan Nash        | 2,212 Mio.      |
| 4          | 4         | Schwarzer Jesus                                              | Black Jesus                                                    | 6. Feb. 2018         | 13. Feb. 2018                                  | Michael Schultz | Pat Charles     | 1,878 Mio.      |
| 5          | 5         | Und der Teufel brachte die Pest: Das Buch von Green Light    | And Then the Devil Brought the Plague: The Book of Green Light | 13. Feb. 2018        | 20. Feb. 2018                                  | Rose Troche     | Adam Giaudrone  | 1,806 Mio.      |
| 6          | 6         | Drei Siebenen: Das Buch von Thunder                          | Three Sevens: The Book of Thunder                              | 27. Feb. 2018        | 6. März 2018                                   | Benny Boom      | Charles Holland | 1,636 Mio.      |
| 7          | 7         | Äquinoktium: Das Buch des Schicksals                         | Equinox: The Book of Fate                                      | 6. März 2018         | 13. März 2018                                  | Bille Woodruff  | Lamont Magee    | 1,458 Mio.      |
| 8          | 8         | Das Buch der Offenbarung                                     | The Book of Revelations                                        | 13. März 2018        | 20. März 2018                                  | Tanya Hamilton  | Jan Nash        | 1,451 Mio.      |
| 9          | 9         | Das Buch der Lügen                                           | The Book of Little Black Lies                                  | 20. März 2018        | 27. März 2018                                  | Tawnia McKernan | Keli Goff       | 1,554 Mio.      |
| 10         | 10        | Sünden des Vaters: Das Buch der Erlösung                     | Sins of the Father: The Book of Redemption                     | 27. März 2018        | 3. Apr. 2018                                   | Eric Laneuville | Pat Charles     | 1,550 Mio.      |
| 11         | 11        | Black Jesus: Das Buch der Kreuzigung                         | Black Jesus: The Book of Crucifixion                           | 3. Apr. 2018         | 10. Apr. 2018                                  | Michael Schultz | Melora Rivera   | 1,499 Mio.      |
| 12         | 12        | Die Wiederauferstehung und das Licht: Das Buch des Schmerzes | The Resurrection and the Light: The Book of Pain               | 10. Apr. 2018        | 18. Apr. 2018                                  | Oz Scott        | Jan Nash        | 1,544 Mio.      |
| 13         | 13        | Schatten des Todes: Das Buch des Krieges                     | Shadow of Death: The Book of War                               | 17. Apr. 2018        | 25. Apr. 2018                                  | Salim Akil      | Charles Holland | 1,678 Mio.      |

## Staffel 2
Die Erstausstrahlung der zweiten Staffel war vom 9. Oktober 2018 bis zum 18. März 2019 auf dem US-amerikanischen Sender The CW zu sehen. Die deutschsprachige Erstveröffentlichung fand vom 16. Oktober 2018 bis zum 18. März 2019 auf Netflix per Streaming statt.
| Nr. (ges.) | Nr. (St.) | Deutscher Titel                                                             | Originaltitel                                                         | Erstausstrahlung USA | Deutschsprachige Erstveröffentlichung (D/A/CH) | Regie                      | Drehbuch                  | Zuschauer (USA) |
| ---------- | --------- | --------------------------------------------------------------------------- | --------------------------------------------------------------------- | -------------------- | ---------------------------------------------- | -------------------------- | ------------------------- | --------------- |
| 14         | 1         | Das Buch der Konsequenzen: Kapitel eins: Der Aufstieg der Green-Light-Babys | The Book of Consequences: Chapter One: Rise of the Green Light Babies | 9. Okt. 2018         | 16. Okt. 2018                                  | Salim Akil                 | Salim Akil                | 1,161 Mio.      |
| 15         | 2         | Das Buch der Konsequenzen: Kapitel zwei: Black Jesus Blues                  | The Book of Consequences: Chapter Two: Black Jesus Blues              | 16. Okt. 2018        | 23. Okt. 2018                                  | Oz Scott                   | Charles D. Holland        | 1,023 Mio.      |
| 16         | 3         | Das Buch der Konsequenzen: Kapitel drei: Meister Lowry                      | The Book of Consequences: Chapter Three: Master Lowry                 | 23. Okt. 2018        | 30. Okt. 2018                                  | Rose Troche                | Jan Nash                  | 1,178 Mio.      |
| 17         | 4         | Das Buch der Konsequenzen: Kapitel vier: Translucent Freak                  | The Book of Consequences: Chapter Four: Translucent Freak             | 30. Okt. 2018        | 6. Nov. 2018                                   | Salli Richardson-Whitfield | Adam Giaudrone            | 0,972 Mio.      |
| 18         | 5         | Das Buch des Blutes: Kapitel eins: Requiem                                  | The Book of Blood: Chapter One: Requiem                               | 13. Nov. 2018        | 20. Nov. 2018                                  | Michael Schultz            | Lamont Magee              | 0,902 Mio.      |
| 19         | 6         | Das Buch des Blutes: Kapitel zwei: Die Perdi                                | The Book of Blood: Chapter Two: The Perdi                             | 20. Nov. 2018        | 27. Nov. 2018                                  | Oz Scott                   | Pat Charles               | 0,985 Mio.      |
| 20         | 7         | Das Buch des Blutes: Kapitel drei: Die Sange                                | The Book of Blood: Chapter Three: The Sange                           | 27. Nov. 2018        | 4. Dez. 2018                                   | Eric Laneuville            | Keli Goff                 | 1,055 Mio.      |
| 21         | 8         | Das Buch der Rebellion: Kapitel eins: Auszug                                | The Book of Rebellion: Chapter One: Exodus                            | 4. Dez. 2018         | 11. Dez. 2018                                  | Tawnia McKiernan           | Jake Waller               | 0,964 Mio.      |
| 22         | 9         | Das Buch der Rebellion: Kapitel zwei: Das Geschenk der Weisen               | The Book of Rebellion: Chapter Two: Gift of Magi                      | 11. Dez. 2018        | 18. Dez. 2018                                  | Benny Boom                 | Adam Giaudrone            | 1,129 Mio.      |
| 23         | 10        | Das Buch der Rebellion: Kapitel drei: Schwarze Engel                        | The Book of Rebellion: Chapter Three: Angelitos Negros                | 21. Jan. 2019        | 28. Jan. 2019                                  | Salim Akil                 | Jan Nash & J. Allen Brown | 0,861 Mio.      |
| 24         | 11        | Das Buch der Geheimnisse: Kapitel eins: Der verlorene Sohn                  | The Book of Secrets: Chapter One: Prodigal Son                        | 28. Jan. 2019        | 4. Feb. 2019                                   | Rob Hardy                  | Pat Charles               | 0,928 Mio.      |
| 25         | 12        | Das Buch der Geheimnisse: Kapitel zwei: Gerecht und ungerecht               | The Book of Secrets: Chapter Two: Just and Unjust                     | 4. Feb. 2019         | 11. Feb. 2019                                  | Jeff Byrd                  | Charles D. Holland        | 0,939 Mio.      |
| 26         | 13        | Das Buch der Geheimnisse: Kapitel drei: Die Säulen des Feuers               | The Book of Secrets: Chapter Three: Pillar of Fire                    | 11. Feb. 2019        | 18. Feb. 2019                                  | Robert Townsend            | Lamont Magee              | 0,942 Mio.      |
| 27         | 14        | Das Buch der Geheimnisse: Kapitel vier: Original Sin                        | The Book of Secrets: Chapter Four: Original Sin                       | 4. März 2019         | 11. März 2019                                  | Oz Scott                   | Pat Charles & Keli Goff   | 0,770 Mio.      |
| 28         | 15        | Das Buch der Apokalypse: Kapitel eins: Der Alpha                            | The Book of the Apocalypse: Chapter One: The Alpha                    | 11. März 2019        | 18. März 2019                                  | Salim Akil                 | Jan Nash                  | 0,750 Mio.      |
| 29         | 16        | Das Buch der Apokalypse: Kapitel zwei: Das Omega                            | The Book of the Apocalypse: Chapter Two: The Omega                    | 18. März 2019        | 25. März 2019                                  | Salim Akil                 | Charles D. Holland        | 0,845 Mio.      |

## Staffel 3
Die Erstausstrahlung der dritten Staffel war vom 7. Oktober 2019 bis zum 9. März 2020 auf dem US-amerikanischen Sender The CW zu sehen. Die deutschsprachige Erstveröffentlichung fand am 26. März 2020 bei Netflix per Streaming statt.
| Nr. (ges.) | Nr. (St.) | Deutscher Titel                                                       | Originaltitel                                                         | Erstausstrahlung USA | Deutschsprachige Erstveröffentlichung (D/A/CH) | Regie           | Drehbuch                                | Zuschauer (USA) |
| ---------- | --------- | --------------------------------------------------------------------- | --------------------------------------------------------------------- | -------------------- | ---------------------------------------------- | --------------- | --------------------------------------- | --------------- |
| 30         | 1         | Das Buch der Besatzung: Kapitel eins: Die Geburt von Blackbird        | The Book of Occupation: Chapter One: Birth of the Blackbird           | 7. Okt. 2019         | 26. März 2020                                  | Salim Akil      | Salim Akil                              | 0,891 Mio.      |
| 31         | 2         | Das Buch der Besatzung: Kapitel zwei: Maryams Tasbih                  | The Book of Occupation: Chapter Two: Maryam's Tasbih                  | 14. Okt. 2019        | 26. März 2020                                  | Oz Scott        | Charles D. Holland                      | 0,629 Mio.      |
| 32         | 3         | Das Buch der Besatzung: Kapitel drei: Captain Odells Luftschiff       | The Book of Occupation: Chapter Three: Agent Odell's Pipe-Dream       | 21. Okt. 2019        | 26. März 2020                                  | Benny Boom      | Pat Charles                             | 0,611 Mio.      |
| 33         | 4         | Das Buch der Besatzung: Kapitel vier: Lynns Selbstaufopferung         | The Book of Occupation: Chapter Four: Lynn's Ouroboros                | 28. Okt. 2019        | 26. März 2020                                  | Mary Lou Belli  | Adam Giaudrone                          | 0,524 Mio.      |
| 34         | 5         | Das Buch der Besatzung: Kapitel fünf: Gedenken an Tavon               | The Book of Occupation: Chapter Five: Requiem for Tavon               | 11. Nov. 2019        | 26. März 2020                                  | Robert Townsend | Brusta Brown & John Mitchell Todd       | 0,711 Mio.      |
| 35         | 6         | Das Buch des Widerstands: Kapitel eins: Knocking on Heaven’s Door     | The Book of Resistance: Chapter One: Knocking on Heaven's Door        | 18. Nov. 2019        | 26. März 2020                                  | Jeff Byrd       | Lamont Magee                            | 0,602 Mio.      |
| 36         | 7         | Das Buch des Widerstands: Kapitel zwei: Hendersons Mission            | The Book of Resistance: Chapter Two: Henderson's Opus                 | 25. Nov. 2019        | 26. März 2020                                  | Oz Scott        | Lynelle White                           | 0,649 Mio.      |
| 37         | 8         | Das Buch des Widerstands: Kapitel drei: Der Kampf um Franklin Terrace | The Book of Resistance: Chapter Three: The Battle of Franklin Terrace | 2. Dez. 2019         | 26. März 2020                                  | Neema Barnette  | Jake Waller                             | 0,595 Mio.      |
| 38         | 9         | Das Buch des Widerstands: Kapitel vier: Erdenkrise                    | The Book of Resistance: Chapter Four: Earth Crisis                    | 9. Dez. 2019         | 26. März 2020                                  | Tasha Smith     | Lamont Magee                            | 0,896 Mio.      |
| 39         | 10        | Das Buch von Markovia: Kapitel eins: Flüche und Segen                 | The Book of Markovia: Chapter One: Blessings and Curses Reborn        | 20. Jan. 2020        | 26. März 2020                                  | Eric Laneuville | J. Allen Brown                          | 0,537 Mio.      |
| 40         | 11        | Das Buch von Markovia: Kapitel zwei: Lynns Sucht                      | The Book of Markovia: Chapter Two: Lynn's Addiction                   | 27. Jan. 2020        | 26. März 2020                                  | Michael Schultz | Andre Edmonds                           | 0,656 Mio.      |
| 41         | 12        | Das Buch von Markovia: Kapitel drei: Mutterlos                        | The Book of Markovia: Chapter Three: Motherless ID                    | 3. Feb. 2020         | 26. März 2020                                  | Billie Woodruff | Adam Giaudrone & Lynelle White          | 0,719 Mio.      |
| 42         | 13        | Das Buch von Markovia: Kapitel vier: Eskalation                       | The Book of Markovia: Chapter Four: Grab the Strap                    | 10. Feb. 2020        | 26. März 2020                                  | Salim Akil      | Charles D. Holland & Ashleigh O. Conley | 0,654 Mio.      |
| 43         | 14        | Das Buch des Krieges: Kapitel eins: Heimkehr                          | The Book of War: Chapter One: Homecoming                              | 24. Feb. 2020        | 26. März 2020                                  | Benny Boom      | Brusta Brown & John Mitchell Todd       | 0,638 Mio.      |
| 44         | 15        | Das Buch des Krieges: Kapitel zwei: Vergiftete Freiheit               | The Book of War: Chapter Two: Freedom Ain't Free                      | 2. März 2020         | 26. März 2020                                  | Oz Scott        | Pat Charles                             | 0,616 Mio.      |
| 45         | 16        | Das Buch des Krieges: Kapitel drei: Befreiung                         | The Book of War: Chapter Three: Liberation                            | 9. März 2020         | 26. März 2020                                  | Salim Akil      | Charles D. Holland                      | 0,547 Mio.      |

## Staffel 4
| Nr. (ges.) | Nr. (St.) | Deutscher Titel                                                       | Originaltitel                                                     | Erstausstrahlung USA | Deutschsprachige Erstveröffentlichung (D/A/CH) | Regie          | Drehbuch                          | Zuschauer (USA) |
| ---------- | --------- | --------------------------------------------------------------------- | ----------------------------------------------------------------- | -------------------- | ---------------------------------------------- | -------------- | --------------------------------- | --------------- |
| 46         | 1         | Das Buch des Wiederaufbaus: Kapitel eins: Kollateralschaden           | The Book of Reconstruction: Chapter One: Collateral Damage        | 8. Feb. 2021         | 29. Juni 2021                                  | Salim Akil     | Salim Akil                        | 0,515 Mio.      |
| 47         | 2         | Das Buch des Wiederaufbaus: Kapitel zwei: Nicht akzeptable Verluste   | The Book of Reconstruction: Chapter Two: Unacceptable Losses      | 15. Feb. 2021        | 29. Juni 2021                                  | Bille Woodruff | Charles D. Holland                | 0,438 Mio.      |
| 48         | 3         | Das Buch des Wiederaufbaus: Kapitel drei: Trotz all meiner Wut...     | The Book of Reconstruction: Chapter Three: Despite All My Rage... | 22. Feb. 2021        | 29. Juni 2021                                  | Salim Akil     | Brusta Brown & John Mitchell Todd | 0,368 Mio.      |
| 49         | 4         | Das Buch des Wiederaufbaus: Kapitel vier: Ein Licht in der Dunkelheit | The Book of Reconstruction: Chapter Four: A Light in the Darkness | 1. März 2021         | 29. Juni 2021                                  | Mary Lou Belli | Lamont Magee                      | 0,413 Mio.      |
| 50         | 5         | Das Buch des Untergangs: Kapitel eins: Die Scherben aufsammeln        | The Book of Ruin: Chapter One: Picking Up the Pieces              | 8. März 2021         | 29. Juni 2021                                  | Bille Woodruff | Adam Giaudrone                    | 0,455 Mio.      |
| 51         | 6         | Das Buch des Untergangs: Kapitel zwei: Theseus’ Schiff                | The Book of Ruin: Chapter Two: Theseus's Ship                     | 15. März 2021        | 29. Juni 2021                                  | Mary Lou Belli | Jake Waller                       | 0,483 Mio.      |
| 52         | 7         | Painkiller                                                            | Painkiller                                                        | 12. Apr. 2021        | 29. Juni 2021                                  | Bille Woodruff | Salim Akil                        | 0,391 Mio.      |
| 53         | 8         | Das Buch des Untergangs: Kapitel drei: Auflösung                      | The Book of Ruin: Chapter Three: Things Fall Apart                | 19. Apr. 2021        | 29. Juni 2021                                  | Bille Woodruff | André Edmonds                     | 0,419 Mio.      |
| 54         | 9         | Das Buch des Untergangs: Kapitel vier: Leiden                         | The Book of Ruin: Chapter Four: Lyding                            | 26. Apr. 2021        | 29. Juni 2021                                  | Keesha Sharp   | J. Allen Brown                    | 0,319 Mio.      |
| 55         | 10        | Das Buch der Wiedervereinigung: Kapitel eins: Offenbarungen           | The Book of Reunification: Chapter One: Revelations               | 3. Mai 2021          | 29. Juni 2021                                  | Benny Boom     | Jamila Daniel                     | 0,317 Mio.      |
| 56         | 11        | Das Buch der Wiedervereinigung: Kapitel zwei: Versuch und Irrtum      | The Book of Reunification: Chapter Two: Trial and Errors          | 10. Mai 2021         | 29. Juni 2021                                  | Bille Woodruff | Asheleigh O. Conley               | 0,303 Mio.      |
| 57         | 12        | Das Buch der Auferstehung: Kapitel eins: Am Scheideweg                | The Book of Resurrection: Chapter One: Crossroads                 | 17. Mai 2021         | 29. Juni 2021                                  | Benny Boom     | Brusta Brown & John Mitchell Todd | 0,361 Mio.      |
| 58         | 13        | Das Buch der Auferstehung: Kapitel zwei: Genugtuung                   | The Book of Resurrection: Chapter Two: Closure                    | 24. Mai 2021         | 29. Juni 2021                                  | Salim Akil     | Charles D. Holland                | 0,496 Mio.      |

## Zuschauerzahlen
| Staffel | Staffel   | Ep. 1 | Ep. 2 | Ep. 3 | Ep. 4 | Ep. 5 | Ep. 6 | Ep. 7 | Ep. 8 | Ep. 9 | Ep. 10 | Ep. 11 | Ep. 12 | Ep. 13 | Ep. 14 | Ep. 15 | Ep. 16 |
| ------- | --------- | ----- | ----- | ----- | ----- | ----- | ----- | ----- | ----- | ----- | ------ | ------ | ------ | ------ | ------ | ------ | ------ |
|         | Staffel 1 | 2,305 | 1,941 | 2,212 | 1,878 | 1,806 | 1,636 | 1,458 | 1,451 | 1,554 | 1,55   | 1,499  | 1,544  | 1,678  | N/A    | N/A    | N/A    |
|         | Staffel 2 | 1,161 | 1,023 | 1,178 | 0,972 | 0,902 | 0,985 | 1,055 | 0,964 | 1,129 | 0,861  | 0,928  | 0,939  | 0,942  | 0,77   | 0,75   | 0,845  |
|         | Staffel 3 | 0,891 | 0,629 | 0,611 | 0,524 | 0,711 | 0,602 | 0,649 | 0,595 | 0,896 | 0,537  | 0,656  | 0,719  | 0,654  | 0,638  | 0,616  | 0,547  |
|         | Staffel 4 | 0,515 | 0,438 | 0,368 | 0,413 | 0,455 | 0,483 | 0,391 | 0,419 | 0,319 | 0,317  | 0,303  | 0,361  | 0,496  | N/A    | N/A    | N/A    |